# Kudoyama
Kudoyama (jap. 九度山町 Kudoyama-chō) – miasto w Japonii, na wyspie Honsiu, w prefekturze Wakayama. Według danych na rok 2020 miejscowość zamieszkiwało 3 856 mieszkańców , a gęstość zaludnienia wyniosła 87,3 os./km².